# 大谷芳照
大谷 芳照（おおたに よしてる、1958年 - ）は、三重県鈴鹿市出身の画家である。
チャールズ・M・シュルツの漫画『ピーナッツ』を水墨画で表現した作品で知られる。
平成20年より、鈴鹿市のシティセールス特命大使を務める。
アメリカの漫画家チャールズ・M・シュルツとは、お互いに「天才」と呼び合っていた。シュルツの新聞漫画がちょうど終わるということで、アメリカにお祝いをしにいったが、行った日の朝刊をみて彼が亡くなったことを知り、運命を感じたといっている。